# بانيرجي
بانيرجي (بالتيلوغوية: బెనర్జీ)‏ هو ممثل هندي، ولد في 9 أغسطس 1970 في الهند.

## وصلات خارجية
- بانيرجي على موقع IMDb (الإنجليزية)
- بانيرجي على موقع قاعدة بيانات الفيلم (الإنجليزية)